# Onthophagus somalicola
Onthophagus somalicola är en skalbaggsart som beskrevs av Vladimir Balthasar 1941. Onthophagus somalicola ingår i släktet Onthophagus och familjen bladhorningar. Inga underarter finns listade i Catalogue of Life.